# Futebol do Peru

Logo da Federação Peruana de Futebol.

O futebol é o esporte mais popular no Peru. Foi introduzido no país por imigrantes britânicos, peruanos retornando das Ilhas Britânicas e por marinheiros ingleses que chegaram ao porto de Callao no final do século XIX, um dos maiores do Oceano Pacífico. A Federação peruana de futebol é a encarregada de organizar as competições nacionais.

## História
Segundo o historiador Jorge Basadre, o primeiro registro de um partido de futebol no Peru, corresponde ao domingo 7 de agosto de 1892, data na qual, ingleses e peruanos jogaram representando tanto ao Callao como a Lima. O clube Lima Cricket and Lawn Tennis organizou encontros futebolísticos no campo Santa Sofía de sua propriedade.

### Era Amadora
O clube desportivo Lima Cricket and Lawn Tennis, organizou entre seus sócios (imigrantes e trabalhadores ingleses) os primeiros campeonatos em 1885 e em 1888. Em dezembro de 1893, um grupo de jovens peruanos fundaram o «Unión Cricket» para a prática de tênis e críquet, que no entanto, converter-se-ia no primeiro clube nacional em praticar o futebol. O 22 de dezembro de 1896, funda-se o Unión Ciclista Lima, outra equipa inicialmente criada para praticar um desporto diferente (ciclismo).
Durante o século XX surgiram novos clubes que se tornaram os mais importantes do país como Alianza Lima (Lima, 1901), Cienciano (Cusco, 1901),  FBC Melgar (Arequipa, 1915), o clube da comunidade italiana Circolo Sportivo Italiano (Lima, 1917),  Atlético Grau (Piura, 1919),  Alianza Atlético (Sullana, 1920) Universitario de Deportes (Lima, 1924), e Sport Boys (Callao, 1927). A primeira liga amadora peruana (Escudo Dewar) foi disputada por clubes de Lima e El Callao entre 1912 e 1921. A Federação Peruana de Futebol foi criada em 1922 e começou a organizar a nova liga amadora em 1926.

### Era Profissional
Em 1925, a Federação Peruana de Futebol aderiu à Confederação Sul-Americana de Futebol (CONMEBOL), porém, a reestruturação da liga peruana impediu a criação de uma seleção nacional de futebol que estivesse em condições de participar do Campeonato Sul-Americano de 1925 ou em o Campeonato de 1926.

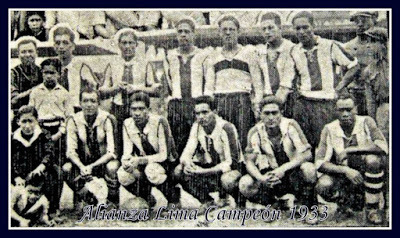
Alianza Lima em 1933.

Durante as décadas de 1920 e 1930, devido à alta demanda pela habilidade de seus jogadores, os clubes peruanos fizeram uma série de turnês internacionais pela América do Sul, visitando lugares como Colômbia, Venezuela e Chile.
No ano de 1929, o Peru já tinha uma seleção, formada pelos melhores jogadores da liga local, com a qual disputou o Campeonato Sul-Americano de 1929. Desde o início houve grande desunião, em parte devido ao fato de que em sua A maioria era composta por jogadores de clubes rivais, como Alianza Lima e Universitario de Deportes. Os "aliancistas" eram mais leais à sua seleção do que à seleção e, quando se sentiram excluídos do resto do grupo, demitiram-se da seleção. O que restou do time jogou contra as seleções do Uruguai e da Argentina (primeiro e segundo lugares nas Olimpíadas de Amsterdã de 1928), perdendo todas as partidas. A Federação de Futebol ofereceu a reincorporação dos jogadores do Alianza, chegando a um acordo com o referido clube para que pudessem participar da Copa do Mundo de 1930.
A Copa do Mundo de 1930 foi uma experiência interessante para todas as seleções participantes. Esta primeira apresentação peruana contra a Seleção Romena foi marcada por problemas: o lateral-direito da seleção peruana, Mario de las Casas, colidiu com o atacante romeno Adalbert Steiner, quebrando a perna. Aos 56 minutos, houve um confronto entre os jogadores de ambas as equipes, que produziu a primeira expulsão da história das Copas do Mundo, quando o capitão peruano Plácido Galindo derrubou o atacante romeno László Raffinsky, sendo expulso do jogo.

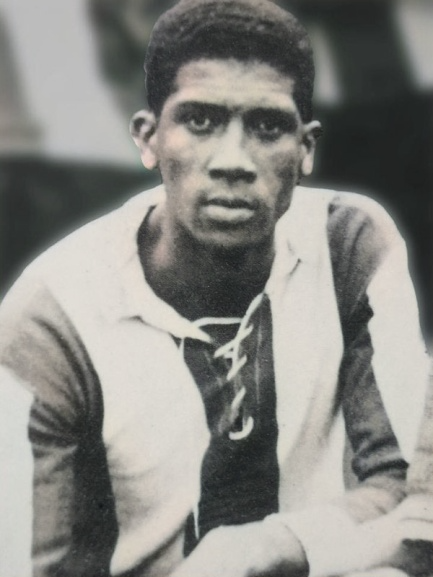
Alejandro Villanueva, histórico jogador de futebol peruano.

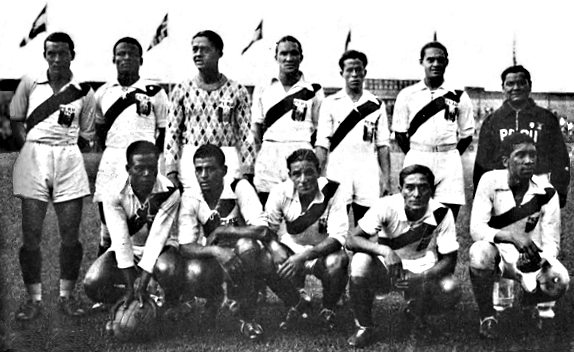
Seleção peruana nos Jogos Olímpicos de 1936.

Nos Jogos Olímpicos de Berlim de 1936, realizados durante o governo de Adolf Hitler, o Peru mostrou o quanto havia melhorado desde 1930. Nessa ocasião, a seleção peruana contou com as figuras de Lolo Fernández e Alejandro Villanueva. O Peru começou derrotando a Finlândia por 7 gols contra 3. Nas quartas de final, eles venceram a Áustria em uma partida bastante polêmica, e o jogo foi para a prorrogação quando os peruanos lideraram os austríacos após marcar dois gols. O Peru marcou 5 gols na prorrogação, dos quais 3 foram anulados pelo árbitro, vencendo por 4 a 2. Os austríacos exigiram uma revanche alegando que torcedores peruanos invadiram o campo e maltrataram os jogadores austríacos. A defesa peruana nunca foi ouvida, e o Comitê Olímpico e a FIFA favoreceram os austríacos. A revanche estava marcada para acontecer em quadra fechada, no dia 10 de agosto, e depois remarcada para 11 de agosto. Em sinal de protesto contra essas ações, que os peruanos consideraram insultuosas, as delegações olímpicas do Peru e da Colômbia deixaram a Alemanha.
Em 1938, o Peru obteve seu primeiro título internacional durante os Jogos Bolivarianos, após vencer as seleções da Bolívia, Equador, Colômbia e Venezuela.

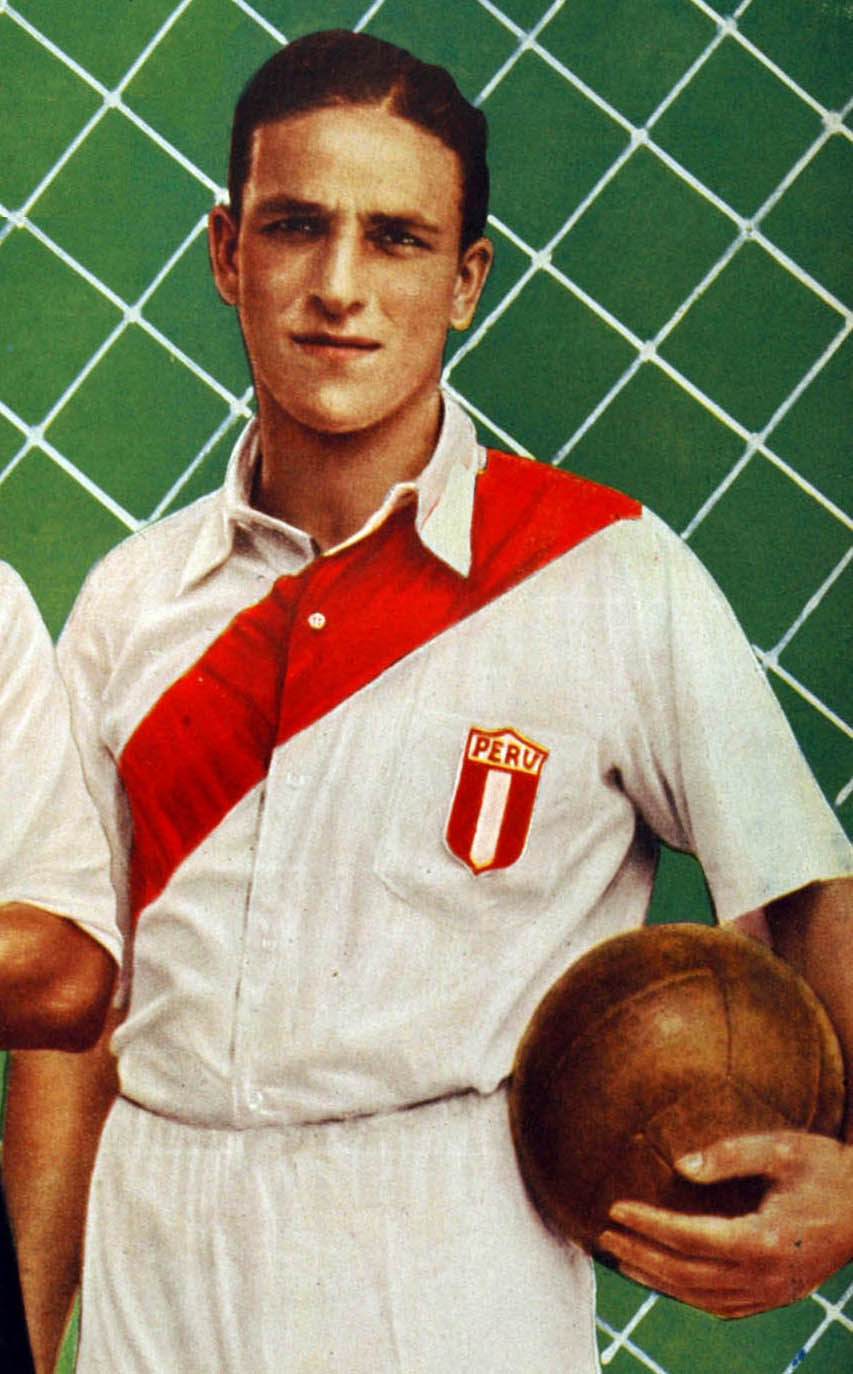
Teodoro Fernández, campeão e artilheiro da Copa América de 1939.

Em 1939, a equipe peruana conquistou pela primeira vez o Campeonato Sul-Americano (mais tarde chamado de Copa América). Nesta ocasião, os peruanos derrotaram Uruguai (2-1), Paraguai (3-0), Chile (3-1) e Equador (5-2), com Teodoro "Lolo" Fernández como seu artilheiro com sete gols.
Devido a uma série de problemas internos, os anos posteriores a esta primeira geração de ouro nacional não implicaram grandes conquistas para o futebol peruano, com exceção de uma medalha de ouro (1947-1948), outro bronze nos Jogos Bolivarianos e alguns terceiros lugares na Copa América em 1949 e 1955.
Localmente, los campeonatos organizados por la Federación Peruana de Fútbol tuvieron vigencia hasta 1940, año en que se creó la Asociación No Amateur (A.N.A.). A partir desse momento, a Associação Não-Amadora ficou encarregada de organizar o campeonato peruano.
A participação das equipes peruanas em torneios internacionais oficiais começou em 1948 com a participação do Deportivo Municipal no Campeonato Sul-Americano de Campeões, troféu reconhecido em 1996 como precursor da Copa Libertadores pela Confederação Sul-Americana de Futebol . Após essa disputa, a disputa dos torneios internacionais oficiais foi interrompida até 1960, quando os times sul-americanos começaram a participar da Copa Libertadores da América.
Durante a década de 1960, a seleção peruana começou a mostrar sinais de melhora ao se classificar para os Jogos Olímpicos de 1960, realizados em Roma. Embora a equipe só pudesse vencer a Índia, acabou perdendo para a França e a Hungria. Em 1961, a equipe mais uma vez venceu os Jogos Bolivarianos de Barranquilla.
Em 1967, foi disputada a primeira Copa do Peru. Este torneio é um campeonato promocional do futebol peruano, no qual participam várias equipes de todo o país para conseguir a promoção às divisões profissionais.

### Geração de ouro
Durante a década de 1970, a seleção peruana se classificou para a Copa do Mundo de 1970 no México, integrando o Grupo D, juntamente com as seleções da Alemanha Federal, Bulgária e Marrocos. O Peru conseguiu se classificar para as quartas de final, graças às anotações de Alberto Gallardo, Héctor Chumpitaz, Teófilo Cubillas e Roberto Chale, porém foi eliminado pelo Brasil nesta fase, que finalmente se sagrou campeão do torneio.

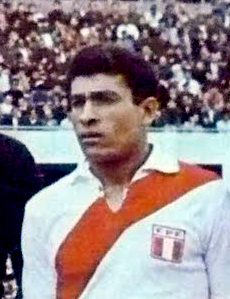
Héctor Chumpitaz.

#### Campeão dos Jogos Bolivarianos pela quarta vez
Em 1973, o Peru venceu os Jogos Bolivarianos pela quarta vez. Embora a equipe não tenha se classificado para a Copa do Mundo de 1974 na Alemanha, em 1975 ganhou a Copa América e Teófilo Cubillas foi eleito o melhor jogador de futebol do campeonato.

#### Campeão da Copa América 1975
A seleção peruana foi uma das dez equipes participantes da Copa América de 1975. Este torneio ocorreu sem local fixo, de modo que as partidas foram disputadas de ida e volta, entre 17 de julho e 28 de outubro de 1975.

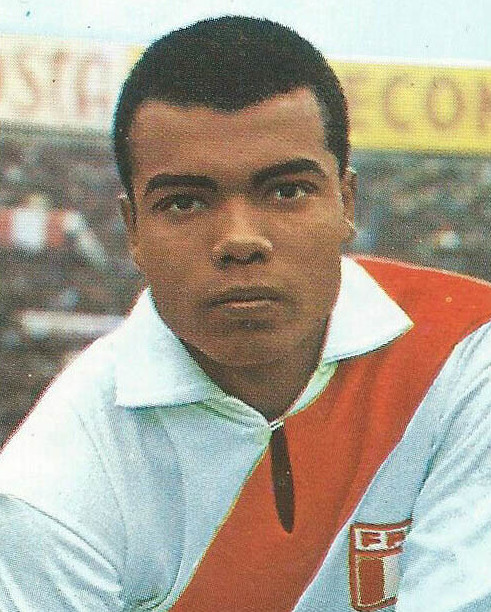
Teófilo Cubillas.

O blanquirroja estreou na competição em 17 de julho de 1975 contra o clássico rival Chile, que estava empatado em 1 a 1 em Santiago. Cinco dias depois somou sua primeira vitória contra a Bolívia pela primeira vez como visitante por 1 a 0, em 7 de agosto derrotou novamente a Bolívia por 3 a 1 em Lima e em sua última partida venceu por 3 a 1 contra o Chile, fechando sua participação com 3 vitórias e 1 empate com 7 pontos.

Nas semifinais, o rival da seleção peruana seria o Brasil, que terminou na primeira posição do Grupo A, vencendo todas as suas partidas. Em 30 de setembro de 1975, Peru e Brasil se encontraram para as semifinais. Na primeira partida, em Belo Horizonte, o Peru derrotou o Brasil por 3 a 1. Na segunda partida, o Brasil derrotou o Peru por 2 a 0 em Lima. Como as duas equipes venceram seus respectivos jogos, tiveram o mesmo número de pontos e a mesma diferença de gols. Um sorteio teve que ser feito para definir o finalista. Após o sorteio, o resultado indicou que o Peru se classificou para a final.
A final foi disputada em partidas de ida e volta e foi decidida por pontos. Na primeira partida, a Colômbia derrotou o Peru por 1 a 0 em Bogotá. Na segunda partida, o Peru derrotou a Colômbia por 2 a 0 em Lima. Como cada time havia vencido seu respectivo jogo (ambos em casa), eles tinham o mesmo número de pontos, então um terceiro jogo teve que ser disputado em campo neutro para definir o campeão. O terceiro jogo foi disputado na Venezuela, onde o Peru derrotou a Colômbia por 1 a 0. Assim, o Peru sagrou-se campeão da Copa América pela segunda vez.

#### A terceira participação na copa do mundo

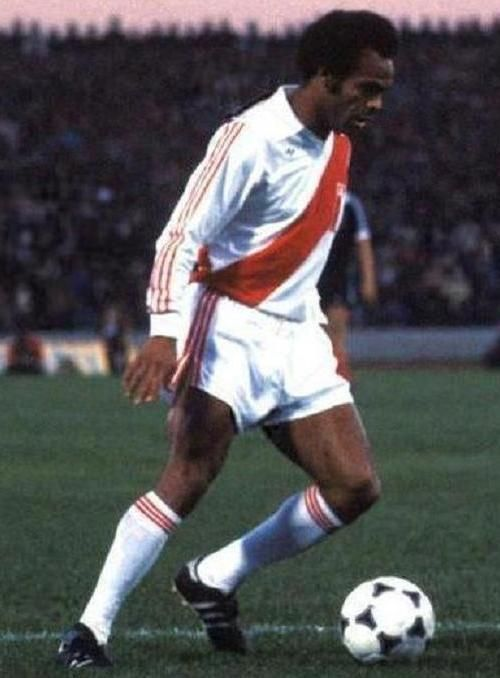
Juan José Muñante foi decisivo na classificação para a copa do mundo de 1978. Ele faleceu em 2019 aos 70 anos

A Seleção Peruana foi um dos 16 países participantes da Copa do Mundo de Futebol de 1978, realizada na Argentina. Após a amarga eliminação da edição anterior, a Seleção Peruana voltou aos torneios da Copa do Mundo pela porta da frente, mantendo alguns jogadores da Copa do Mundo anterior e outros novos que se juntaram a eles.
A classificação desta vez teve duas fases, na primeira instalada no Grupo 3 com Chile e Equador, o Peru se classificou invicto, vencendo 2 e empatando 2. Depois veio a fase final com os vencedores dos outros grupos (Brasil e Bolívia), partidas disputadas em Santiago de Cali (Colômbia) onde perderam para o Brasil e venceram a Bolívia, classificando-se finalmente para o que seria sua terceira participação.
Apenas 4 amistosos foram disputados, entre os meses de abril e maio, contra as seleções da Bulgária, México, China e Brasil; tendo um saldo de 2 vitórias, uma derrota e um empate. 
A seleção fez parte do grupo 4. Na primeira partida, eles venceram a Escócia por 3 a 1, a segunda partida foi um empate sem gols contra a Holanda e, finalmente, eles venceram a seleção iraniana por 4 a 1, que estava participando de uma Copa do Mundo pela primeira vez. Já na segunda fase a seleção peruana se juntou ao grupo 2, mas perdeu todas as partidas disputadas contra Brasil, Polônia e Argentina (6 a 0). Nesta Copa do Mundo a Seleção Peruana teve os altos e baixos mais marcados de sua história em Copas do Mundo.

### 1980-2000
Em 1981, a seleção peruana ficou em terceiro lugar nas eliminatórias para a Copa do Mundo de 1982, durante esta Copa do Mundo, eles se juntaram ao Grupo A junto com Itália, Camarões e Polônia. Obteve dois empates e uma derrota contra a Polônia (5 a 1), sendo rebaixado para o último lugar sem a possibilidade de entrar na próxima fase do torneio. 
Em 8 de dezembro de 1987, um avião Fokker que transportava jogadores do clube Alianza Lima caiu no mar em frente a Callao, matando todos os seus ocupantes, exceto o piloto. Este terrível desastre esmagou ainda mais as esperanças da equipe, pois vários bons jogadores da seleção nacional foram perdidos. Embora ainda existissem outros jogadores notáveis, como Julio César Uribe, Nolberto Solano e José del Solar, o elenco já não era o "Time de Ouro" da década de 1970. Em termos de Copa América, a equipe só conseguiu chegar às quartas de final antes de ser eliminada. Em 1990 a seleção peruana conquistou o primeiro lugar nos Jogos Sul-Americanos realizados em Lima após vencer o Equador na final.
Enquanto isso, nas eliminatórias da Copa do Mundo, a equipe não chegou nem perto de outro torneio da FIFA até 1998, mas esse sonho também foi frustrado por um saldo de gols com o Chile. Em 1997, o Sporting Cristal chegou à final da Copa Libertadores depois de vencer o Racing de Argentina na semifinal. Na final perdeu para o Cruzeiro do Brasil por 1 a 0. A seleção peruana disputou a Copa América de 1997, onde chegaria às semifinais. O único título importante que a seleção peruana conquistou durante esses anos foi a Copa Kirin (1999), onde dividiu o primeiro lugar com a Bélgica.

### Cienciano e seus títulos internacionais
Em 2003, o Cienciano foi campeão da Copa Sul-Americana, título esse conquistado após vencer o histórico River Plate na final. No ano seguinte, voltou a ser campeão internacional, ao vencer a final da Recopa Sul-Americana contra o Boca Juniors em partida disputada nos Estados Unidos.

## Os três grandes
No Peru são denominados como "Los tres grandes del fútbol peruano", Universitario, Alianza Lima e Sporting Cristal, os clubes com mais títulos de campeão no país e também as três maiores torcidas, todos sediados na capital Lima.

## Competições de clubes

### Campeonato Peruano de Futebol
O Campeonato Peruano de Futebol, também conhecido como Liga 1 ou Liga 1 Betsson (por motivos de patrocínio), é a primeira divisão do futebol do Peru. É organizado pela Federación Peruana de Fútbol (FPF).

#### Campeões
| Ano  | Campeão                        | Região        |
| 1912 | Lima Cricket FBC (1)           | Lima          |
| 1913 | Club Jorge Chávez (1)          | Lima          |
| 1914 | Lima Cricket FBC (2)           | Lima          |
| 1915 | Sport José Gálvez (1)          | Lima          |
| 1916 | Sport José Gálvez (2)          | Lima          |
| 1917 | Sport Juan Bielovucic (1)      | Lima          |
| 1918 | Sport Alianza (1)              | Lima          |
| 1919 | Sport Alianza (2)              | Lima          |
| 1920 | Sport Inca (1)                 | Lima          |
| 1921 | Sport Progreso (1)             | Lima          |
| 1926 | Sport Progreso (2)             | Lima          |
| 1927 | Sport Alianza (3)              | Lima          |
| 1928 | Alianza Lima (4)               | Lima          |
| 1929 | Universitario de Deportes (1)  | Lima          |
| 1930 | Atlético Chalaco (1)           | Callao        |
| 1931 | Alianza Lima (5)               | Lima          |
| 1932 | Alianza Lima (6)               | Lima          |
| 1933 | Alianza Lima (7)               | Lima          |
| 1934 | Universitario de Deportes (2)  | Lima          |
| 1935 | Sport Boys (1)                 | Callao        |
| 1936 | Não disputado                  | Não disputado |
| 1937 | Sport Boys (2)                 | Callao        |
| 1938 | Deportivo Municipal (1)        | Lima          |
| 1939 | Universitario de Deportes (3)  | Lima          |
| 1940 | Deportivo Municipal (2)        | Lima          |
| 1941 | Universitario de Deportes (4)  | Lima          |
| 1942 | Sport Boys (3)                 | Callao        |
| 1943 | Deportivo Municipal (3)        | Lima          |
| 1944 | Mariscal Sucre (1)             | Lima          |
| 1945 | Universitario de Deportes (5)  | Lima          |
| 1946 | Universitario de Deportes (6)  | Lima          |
| 1947 | Atlético Chalaco (2)           | Callao        |
| 1948 | Alianza Lima (8)               | Lima          |
| 1949 | Universitario de Deportes (7)  | Lima          |
| 1950 | Deportivo Municipal (3)        | Lima          |
| 1951 | Sport Boys (4)                 | Callao        |
| 1952 | Alianza Lima (9)               | Lima          |
| 1953 | Mariscal Sucre (2)             | Lima          |
| 1954 | Alianza Lima (10)              | Lima          |
| 1955 | Alianza Lima (11)              | Lima          |
| 1956 | Sporting Cristal (1)           | Lima          |
| 1957 | Centro Iqueño (1)              | Lima          |
| 1958 | Sport Boys (5)                 | Callao        |
| 1959 | Universitario de Deportes (8)  | Lima          |
| 1960 | Universitario de Deportes (9)  | Lima          |
| 1961 | Sporting Cristal (2)           | Lima          |
| 1962 | Alianza Lima (12)              | Lima          |
| 1963 | Alianza Lima (13)              | Lima          |
| 1964 | Universitario de Deportes (10) | Lima          |
| 1965 | Alianza Lima (14)              | Lima          |
| 1966 | Universitario de Deportes (11) | Lima          |
| 1967 | Universitario de Deportes (12) | Lima          |
| 1968 | Sporting Cristal (3)           | Lima          |
| 1969 | Universitario de Deportes (13) | Lima          |
| 1970 | Sporting Cristal (4)           | Lima          |
| 1971 | Universitario de Deportes (14) | Lima          |
| 1972 | Sporting Cristal (5)           | Lima          |
| 1973 | Defensor Lima (1)              | Lima          |
| 1974 | Universitario de Deportes (15) | Lima          |
| 1975 | Alianza Lima (15)              | Lima          |
| 1976 | Unión Huaral (1)               | Lima          |
| 1977 | Alianza Lima (16)              | Lima          |
| 1978 | Alianza Lima (17)              | Lima          |
| 1979 | Sporting Cristal (6)           | Lima          |
| 1980 | Sporting Cristal (7)           | Lima          |
| 1981 | FBC Melgar (1)                 | Arequipa      |
| 1982 | Universitario de Deportes (16) | Lima          |
| 1983 | Sporting Cristal (8)           | Lima          |
| 1984 | Sport Boys (6)                 | Callao        |
| 1985 | Universitario de Deportes (17) | Lima          |
| 1986 | Deportivo San Agustín (1)      | Lima          |
| 1987 | Universitario de Deportes (18) | Lima          |
| 1988 | Sporting Cristal (9)           | Lima          |
| 1989 | Unión Huaral (2)               | Lima          |
| 1990 | Universitario de Deportes (19) | Lima          |
| 1991 | Sporting Cristal (10)          | Lima          |
| 1992 | Universitario de Deportes (20) | Lima          |
| 1993 | Universitario de Deportes (21) | Lima          |
| 1994 | Sporting Cristal (11)          | Lima          |
| 1995 | Sporting Cristal (12)          | Lima          |
| 1996 | Sporting Cristal (13)          | Lima          |
| 1997 | Alianza Lima (18)              | Lima          |
| 1998 | Universitario de Deportes (22) | Lima          |
| 1999 | Universitario de Deportes (23) | Lima          |
| 2000 | Universitario de Deportes (24) | Lima          |
| 2001 | Alianza Lima (19)              | Lima          |
| 2002 | Sporting Cristal (14)          | Lima          |
| 2003 | Alianza Lima (20)              | Lima          |
| 2004 | Alianza Lima (21)              | Lima          |
| 2005 | Sporting Cristal (15)          | Lima          |
| 2006 | Alianza Lima (22)              | Lima          |
| 2007 | Universidad San Martín (1)     | Lima          |
| 2008 | Universidad San Martín (2)     | Lima          |
| 2009 | Universitario de Deportes (25) | Lima          |
| 2010 | Universidad San Martín (3)     | Lima          |
| 2011 | Juan Aurich (1)                | Lambayeque    |
| 2012 | Sporting Cristal (16)          | Lima          |
| 2013 | Universitario de Deportes (26) | Lima          |
| 2014 | Sporting Cristal (17)          | Lima          |
| 2015 | Melgar (2)                     | Arequipa      |
| 2016 | Sporting Cristal (18)          | Lima          |
| 2017 | Alianza Lima (23)              | Lima          |
| 2018 | Sporting Cristal (19)          | Lima          |
| 2019 | Binacional (1)                 | Puno          |
| 2020 | Sporting Cristal (20)          | Lima          |
| 2021 | Alianza Lima (21)              | Lima          |

#### Maiores artilheiros
| Rank | Nome              | Ano       | Gols |
| ---- | ----------------- | --------- | ---- |
| 1    | Sergio Ibarra     | 1993–2014 | 274  |
| 2    | Oswaldo Ramírez   | 1966–1982 | 190  |
| 3    | Waldir Sáenz      | 1991–2009 | 178  |
| 4    | Jorge Soto        | 1990–2008 | 176  |
| 5    | Ysrael Zúñiga     | 1999–2018 | 159  |
| 6    | Emilio Salinas    | 1948–1962 | 159  |
| 7    | Teodoro Fernández | 1930–1953 | 156  |
| 8    | Teófilo Cubillas  | 1966–1988 | 152  |
| 9    | Valeriano López   | 1945–1960 | 150  |
| 10   | Alberto Gallardo  | 1959–1978 | 150  |

### Copas nacionais
Além dos campeonatos nas diferentes categorias do sistema de ligas, algumas copas oficiais são disputadas. São consideradas copas nacionais porque integram as diferentes categorias do sistema de ligas peruanas e são desenvolvidas paralelamente aos torneios de cada divisão, geralmente são disputadas no formato de eliminação direta.

#### Campeões

##### Copas
| Ano  | Competição                      | Club                      | Região   |
| ---- | ------------------------------- | ------------------------- | -------- |
| 1970 | Copa Presidente de la República | Universitario de Deportes | Lima     |
| 2011 | Copa Inca                       | José Gálvez               | Ânchache |
| 2019 | Copa Bicentenario               | Atlético Grau             | Piura    |
| 2021 | Copa Bicentenario               | Sporting Cristal          | Lima     |

##### Supercopas
| Ano  | Competição        | Club          | Região   |
| ---- | ----------------- | ------------- | -------- |
| 1919 | Copa de Campeones | Alianza Lima  | Lima     |
| 2012 | Copa Federación   | José Gálvez   | Ânchache |
| 2020 | Supercopa Peruana | Atlético Grau | Piura    |

### Segunda Divisão do Peru
A Segunda Divisão do Peru, conhecida como Liga 2, é o campeonato de segunda categoria do futebol profissional peruano. Sua organização está a cargo da Federação Peruana de Futebol.

#### Campeões
| Ano  | Campeão                        |
| ---- | ------------------------------ |
| 1943 | Telmo Carbajo                  |
| 1944 | Ciclista Lima                  |
| 1945 | Santiago Barranco              |
| 1946 | Ciclista Lima                  |
| 1947 | Jorge Chávez                   |
| 1948 | Centro Iqueño                  |
| 1949 | Jorge Chávez                   |
| 1950 | Unión Callao                   |
| 1951 | Asociación Chorrillos          |
| 1952 | Unión Callao                   |
| 1953 | Carlos Concha                  |
| 1954 | Unión Callao                   |
| 1955 | Carlos Concha                  |
| 1956 | Porvenir Miraflores            |
| 1957 | Mariscal Castilla              |
| 1958 | Unión América                  |
| 1959 | Mariscal Sucre                 |
| 1960 | Defensor Lima                  |
| 1961 | KDT Nacional                   |
| 1962 | Mariscal Sucre                 |
| 1963 | Carlos Concha                  |
| 1964 | Defensor Arica                 |
| 1965 | Mariscal Sucre                 |
| 1966 | Porvenir Miraflores            |
| 1967 | KDT Nacional                   |
| 1968 | Deportivo Municipal            |
| 1969 | Deportivo Sima                 |
| 1970 | Atlético Deportivo Olímpico    |
| 1971 | Deportivo Sima                 |
| 1972 | Atletico Chalaco               |
| 1973 | Unión Huaral                   |
| 1975 | Compañia Peruana de Telefonos  |
| 1979 | Papelera Atlas                 |
| 1980 | Unión Gonzales Prada           |
| 1981 | Juventud La Palma              |
| 1982 | Union Gonzales Prada           |
| 1983 | Unión Gonzales Prada           |
| 1984 | Unión Gonzales Prada           |
| 1985 | Alcides Vigo                   |
| 1986 | Internazionale                 |
| 1987 | Deportivo AELU                 |
| 1988 | Defensor Lima                  |
| 1989 | Sport Boys                     |
| 1990 | Hijos de Yurimaguas            |
| 1991 | Enrique Lau Chun               |
| 1992 | Unión Huaral                   |
| 1993 | Defensor Kiwi-Ciclista Lima    |
| 1994 | Unión Huaral                   |
| 1995 | Guardia Republicana            |
| 1996 | Alcides Vigo                   |
| 1997 | Lawn Tennis                    |
| 1998 | Hijos de Yurimaguas            |
| 1999 | América Cochahuayco            |
| 2000 | Aviación-FAP                   |
| 2001 | Alcides Vigo                   |
| 2002 | Unión Huaral                   |
| 2003 | Sport Coopsol                  |
| 2004 | Olímpico Somos Perú            |
| 2005 | Olímpico Somos Perú            |
| 2006 | Deportivo Municipal            |
| 2007 | Club Universidad César Vallejo |
| 2008 | Total Clean                    |
| 2009 | Sport Boys                     |
| 2010 | Cobresol FBC                   |
| 2011 | José Gálvez                    |
| 2012 | Pacífico FC                    |
| 2013 | Los Caimanes                   |
| 2014 | Deportivo Municipal            |
| 2015 | Comerciantes Unidos            |
| 2016 | Academia Cantolao              |
| 2017 | Sport Boys                     |
| 2018 | Club Universidad César Vallejo |
| 2019 | Cienciano                      |
| 2020 | Alianza Atlético               |
| 2021 | Atlético Grau                  |
| 2022 | Cusco FC                       |

### Copa Peru
A Copa Peru é um campeonato promocional de futebol peruano no qual participam várias equipes de todo o país para conseguir a promoção à Primeira Divisão.

#### Campeões
| Ano  | Campeão                                          | Referências                                      |
| ---- | ------------------------------------------------ | ------------------------------------------------ |
| 1967 | Alfonso Ugarte                                   | [ 321 ] [ 322 ] [ 323 ]                          |
| 1968 | Carlos A. Mannucci                               | [ 324 ]                                          |
| 1969 | Carlos A. Mannucci                               | [ 325 ]                                          |
| 1970 | Atlético Torino                                  | [ 326 ]                                          |
| 1971 | Melgar                                           | [ 327 ] [ 328 ]                                  |
| 1972 | Atlético Grau                                    | [ 329 ]                                          |
| 1973 | Sportivo Huracán                                 | [ 330 ]                                          |
| 1975 | Atlético Torino                                  | [ 331 ]                                          |
| 1976 | Coronel Bolognesi                                | [ 332 ]                                          |
| 1977 | Atlético Torino                                  | [ 333 ]                                          |
| 1978 | Juventud La Palma                                | [ 334 ]                                          |
| 1979 | ADT                                              | [ 335 ]                                          |
| 1980 | León de Huánuco                                  | [ 336 ]                                          |
| 1981 | UTC                                              | [ 337 ]                                          |
| 1982 | Atlético Torino                                  | [ 338 ]                                          |
| 1983 | Sport Pilsen                                     | [ 339 ]                                          |
| 1984 | Los Espartanos                                   | [ 340 ]                                          |
| 1985 | Hungaritos Agustinos                             | [ 341 ]                                          |
| 1986 | Deportivo Cañaña                                 | [ 342 ]                                          |
| 1987 | Club Libertad                                    | [ 343 ]                                          |
| 1993 | Aurich-Cañaña                                    | [ 344 ]                                          |
| 1994 | Atlético Torino                                  | [ 345 ]                                          |
| 1995 | La Loretana                                      | [ 346 ]                                          |
| 1996 | José Gálvez                                      | [ 347 ]                                          |
| 1997 | Juan Aurich                                      | [ 348 ]                                          |
| 1998 | IMI FC                                           | [ 349 ]                                          |
| 1999 | Deportivo Upao                                   | [ 350 ]                                          |
| 2000 | Estudiantes de Medicina                          | [ 351 ]                                          |
| 2001 | Coronel Bolognesi                                | [ 352 ]                                          |
| 2002 | Atlético Universidad                             | [ 353 ]                                          |
| 2003 | Universidad Cesar Vallejo                        | [ 354 ]                                          |
| 2004 | Sport Áncash                                     | [ 355 ]                                          |
| 2005 | José Gálvez                                      | [ 356 ]                                          |
| 2006 | Total Clean FC                                   | [ 357 ]                                          |
| 2007 | Juan Aurich                                      | [ 358 ] [ 359 ]                                  |
| 2008 | Sport Huancayo                                   | [ 360 ]                                          |
| 2009 | León de Huánuco                                  | [ 361 ]                                          |
| 2010 | Unión Comercio                                   | [ 362 ]                                          |
| 2011 | Real Garcilaso                                   | [ 363 ]                                          |
| 2012 | UTC                                              | [ 364 ]                                          |
| 2013 | San Simón                                        | [ 365 ]                                          |
| 2014 | Sport Loreto                                     | [ 366 ]                                          |
| 2015 | Defensor La Bocana                               | [ 367 ]                                          |
| 2016 | Sport Rosario                                    | [ 368 ]                                          |
| 2017 | Binacional                                       | [ 369 ]                                          |
| 2018 | Pirata                                           | [ 370 ]                                          |
| 2019 | Carlos Stein                                     | [ 371 ]                                          |
| 2020 | Suspensa em decorrência da Pandemia de COVID-19. | Suspensa em decorrência da Pandemia de COVID-19. |
| 2021 | ADT                                              | [ 372 ]                                          |

### Primeira Divisão do Peru (feminino)
A Primeira Divisão, atualmente chamada de Liga Feminina da FPF, é a categoria mais alta do futebol feminino em nível nacional. É organizado pela Federação Peruana de Futebol.

#### História
Inicialmente os torneios tinham um desenvolvimento amador ou semi-profissional e eram disputados principalmente na região de Lima, posteriormente teriam alcance nacional.
Em 2008 foi organizado o Campeonato Peruano de Futebol Feminino descentralizado e desde 2009 a campeã se classificou para a Copa Libertadores Feminina.
Em 2020, a criação de uma Liga Profissional de Futebol Feminino foi planejada pela Federação Peruana de Futebol, porém devido à Pandemia do COVID-19, seu início foi adiado. Em 2021, foi disputado sob o nome de Liga Feminina da FPF e sob os auspícios da rede de televisão Movistar TV.

##### Campeões
| Ano  | Campeão                               | Referências     |
| ---- | ------------------------------------- | --------------- |
| 2008 | White Star (1)                        | [ 375 ]         |
| 2009 | Universidad Particular de Iquitos (1) |                 |
| 2011 | JC Sport Girls (1)                    | [ 376 ]         |
| 2012 | JC Sport Girls (2)                    |                 |
| 2013 | JC Sport Girls (3)                    | [ 377 ]         |
| 2014 | Universitario de Deportes (1)         | [ 378 ]         |
| 2015 | Universitario de Deportes (2)         | [ 379 ]         |
| 2016 | Universitario de Deportes (3)         | [ 380 ]         |
| 2017 | JC Sport Girls (4)                    | [ 381 ]         |
| 2018 | Municipal de Majes (1)                | [ 382 ] [ 383 ] |
| 2019 | Universitario de Deportes (4)         | [ 384 ] [ 385 ] |
| 2021 | Alianza Lima (1)                      | [ 386 ] [ 387 ] |
| 2022 | Alianza Lima (2)                      | [ 388 ] [ 389 ] |

## Clubes de futebol peruanos em competições internacionais
Dos três clubes peruanos com mais títulos nacionais, Universitario e Sporting Cristal já foram finalistas da Copa Libertadores da América, a principal competição continental, já o Alianza foi semifinalista em suas melhores participações até 2023.

### Performances por equipe
| Clube                     | Campeões                                                      | Vices                                    | Semifinais |
| ------------------------- | ------------------------------------------------------------- | ---------------------------------------- | --- |
| Cienciano                 | 2 (Copa Sul-Americana de 2003 e Recopa Sul-Americana de 2004) | 0                                        | 0 |
| Universitario de Deportes | 1 (Copa Libertadores da América Sub-20 de 2011)               | 1 (Copa Libertadores da América de 1972) | 4 (Copa Libertadores da América de 1967, Copa Libertadores da América de 1971, Copa Libertadores da América de 1975 e 1997) |
| Alianza Lima              | 1 (Copa Simón Bolívar de 1976)                                | 0                                        | 4 (Copa Libertadores da América de 1976, Copa Libertadores da América de 1978, 1999 e 2011)                                 |
| Defensor Lima             | 1 (Copa Simón Bolívar de 1974)                                | 0                                        | 1 (Copa Libertadores da América de 1974)                                                                                    |
| Sporting Cristal          | 0                                                             | 1 (Copa Libertadores da América de 1997) | 0 |
| FBC Melgar                | 0                                                             | 0                                        | 1 (Copa Sul-Americana de 2022)                                                                                              |

### Melhores campanhas
| Ano  | Competição                          | Club                      | Lugar        |
| ---- | ----------------------------------- | ------------------------- | ------------ |
| 1967 | Copa Libertadores da América        | Universitario de Deportes | Semifinal    |
| 1971 | Copa Libertadores da América        | Universitario de Deportes | Semifinal    |
| 1972 | Copa Libertadores da América        | Universitario de Deportes | Vice-campeão |
| 1974 | Copa Libertadores da América        | Defensor Lima             | Semifinal    |
| 1974 | Copa Simón Bolívar                  | Defensor Lima             | Campeão      |
| 1975 | Copa Libertadores da América        | Universitario de Deportes | Semifinal    |
| 1976 | Copa Libertadores da América        | Alianza Lima              | Semifinal    |
| 1976 | Copa Simón Bolívar                  | Alianza Lima              | Campeão      |
| 1978 | Copa Libertadores da América        | Alianza Lima              | Semifinal    |
| 1997 | Copa CONMEBOL                       | Universitario de Deportes | Semifinal    |
| 1997 | Copa Libertadores da América        | Sporting Cristal          | Vice-campeão |
| 1999 | Copa Merconorte                     | Alianza Lima              | Semifinal    |
| 2003 | Copa Sul-Americana                  | Cienciano                 | Campeão      |
| 2004 | Recopa Sul-Americana                | Cienciano                 | Campeão      |
| 2011 | Copa Libertadores da América Sub-20 | Universitario de Deportes | Campeão      |
| 2011 | Copa Libertadores da América Sub-20 | Alianza Lima              | Quarto       |
| 2022 | Copa Sul-Americana                  | FBC Melgar                | Semifinal    |

#### Universitario de Deportes naCopa Libertadores da América de 1967

##### Fase de grupos

###### Grupo 1
| Time              | Pts | J | V | E | D | GP | GC | SG  |
| ----------------- | --- | - | - | - | - | -- | -- | --- |
| Cruzeiro          | 15  | 8 | 7 | 1 | 0 | 22 | 6  | 16  |
| Universitario     | 11  | 8 | 5 | 1 | 2 | 11 | 8  | 3   |
| Sport Boys        | 5   | 8 | 2 | 1 | 5 | 10 | 11 | -1  |
| Deportivo Galicia | 5   | 8 | 2 | 1 | 5 | 5  | 10 | -5  |
| Deportivo Italia  | 4   | 8 | 1 | 2 | 5 | 3  | 16 | -13 |

Partidas disputadas
| Data        | Mandante          | Placar | Visitante         | Referências |
| ----------- | ----------------- | ------ | ----------------- | ----------- |
| 4 de março  | Universitario     | 1–0    | Sport Boys        | [ 395 ]     |
| 11 de março | Deportivo Italia  | 0–3    | Universitario     | [ 396 ]     |
| 15 de março | Deportivo Galicia | 2–0    | Universitario     | [ 397 ]     |
| 25 de março | Universitario     | 2–0    | Deportivo Galicia | [ 398 ]     |
| 28 de março | Universitario     | 1–0    | Deportivo Italia  | [ 399 ]     |
| 28 de abril | Cruzeiro          | 4–1    | Universitario     | [ 400 ]     |
| 3 de maio   | Universitario     | 2–2    | Cruzeiro          | [ 401 ]     |
| 16 de maio  | Sport Boys        | 0 - 1  | Universitario     | [ 402 ]     |

##### Semifinais
| Time          | Pts | J | V | E | D | GP | GC | SG |
| ------------- | --- | - | - | - | - | -- | -- | -- |
| Racing        | 9   | 6 | 4 | 1 | 1 | 11 | 5  | 6  |
| Universitario | 9   | 6 | 4 | 1 | 1 | 10 | 5  | 5  |
| River Plate   | 3   | 6 | 0 | 3 | 3 | 4  | 8  | -4 |
| Colo-Colo     | 3   | 6 | 1 | 1 | 4 | 3  | 10 | -7 |

Partidas disputadas
| Data        | Mandante      | Placar | Visitante     | Referências |
| ----------- | ------------- | ------ | ------------- | ----------- |
| 31 de maio  | Universitario | 3 – 0  | Colo-Colo     |             |
| 7 de junho  | Universitario | 1 – 2  | Racing        |             |
| 13 de junho | River Plate   | 0 – 1  | Universitario |             |
| 15 de junho | Racing        | 1 – 2  | Universitario |             |
| 29 de junho | Universitario | 2 – 2  | River Plate   |             |
| 15 de julho | Colo-Colo     | 0 – 1  | Universitario |             |

Jogo desempate
| 18 de julho de 1967 | Racing                  | 2 – 1 | Unversitario de Deportes | Santiago, Chile                                                              |  |
|                     | Norberto Raffo 38', 67' |       | Víctor Calatayud 58'     | Estádio: Estádio Nacional de Chile Público: 50 000 Árbitro: BRA Antônio Viug |  |

| Agustín Cejas        |
| Alfio Basile         |
| Roberto Perfumo      |
| Miguel Mori          |
| Oscar Martín         |
| Nélson Chabay        |
| Juan Rulli           |
| Juan Rodríguez       |
| Norberto Raffo       |
| Humberto Maschio     |
| Juan Carlos Cárdenas |
| Manager:             |
| Juan José Pizutti    |

| Rubén Correa      |
| Luis La Fuente    |
| Pedro Gonzáles    |
| Nicolás Fuentes   |
| Héctor Chumpitaz  |
| Luis Cruzado      |
| Roberto Challe    |
| Víctor Calatayud  |
| Ángel Uribe       |
| Víctor Lobatón    |
| Enrique Casaretto |
| Manager:          |
| Marcos Calderón   |

#### Universitario de Deportes na Copa Libertadores 1971

##### Fase de grupos

###### Grupo 1
| Time             | Pts | J | V | E | D | GP | GC | SG |
| ---------------- | --- | - | - | - | - | -- | -- | -- |
| Universitario    | 9   | 6 | 3 | 3 | 0 | 8  | 4  | 4  |
| Rosário Central  | 7   | 6 | 3 | 1 | 2 | 11 | 8  | 3  |
| Sporting Cristal | 5   | 6 | 2 | 1 | 3 | 5  | 11 | -6 |
| Boca Juniors     | 3   | 6 | 1 | 1 | 4 | 4  | 5  | -1 |

|                  | BOC | RCE | SCR  | UNI |
| ---------------- | --- | --- | ---- | --- |
| Boca Juniors     | –   | 2-1 | 2-2* | x*  |
| Rosário Central  | x*  | –   | 4-0  | 2-2 |
| Sporting Cristal | 2-0 | 1-2 | –    | 0-0 |
| Universitario    | 0-0 | 3-2 | 3-0  | –   |

* Devido a incidentes durante a partida entre Boca Juniors e Sporting Cristal, a CONMEBOL declarou vitorioso o time peruano, eliminando o time argentino da competição e computando os pontos a seus adversários após o ocorrido.

##### Semifinais

###### Grupo 1
| Equipe        | Pts | J | V | E | D | GP | GC | SG |
| ------------- | --- | - | - | - | - | -- | -- | -- |
| Nacional      | 7   | 4 | 3 | 1 | 0 | 9  | 1  | +8 |
| Palmeiras     | 4   | 4 | 2 | 0 | 2 | 3  | 4  | -1 |
| Universitario | 1   | 4 | 0 | 1 | 3 | 4  | 5  | -1 |

|               | NAC | PAL | UNI |
| ------------- | --- | --- | --- |
| Nacional      | –   | 3-1 | 3-0 |
| Palmeiras     | 0-3 | –   | 3-0 |
| Universitario | 0-0 | 1-2 | –   |

#### Universitario de Deportes na Copa Libertadores 1972

##### Fase de grupos

###### Grupo 4
| Time                 | Pts | J | V | E | D | GP | GC | SG |
| -------------------- | --- | - | - | - | - | -- | -- | -- |
| Universitario        | 8   | 6 | 3 | 2 | 1 | 9  | 6  | +3 |
| Universidad de Chile | 6   | 6 | 3 | 0 | 3 | 12 | 12 | 0  |
| Alianza Lima         | 6   | 6 | 2 | 2 | 2 | 10 | 10 | 0  |
| Unión San Felipe     | 4   | 6 | 1 | 2 | 3 | 5  | 8  | -3 |

|                      | ALI | USF | UCH | UNI |
| -------------------- | --- | --- | --- | --- |
| Alianza Lima         | –   | 1-0 | 3-4 | 2-2 |
| Unión San Felipe     | 0-0 | –   | 3-2 | 0-0 |
| Universidad de Chile | 2-3 | 2-1 | –   | 1-0 |
| Universitario        | 2-1 | 3-1 | 2-1 | –   |

##### Semifinais

###### Grupo 1
| Equipe        | Pts | J | V | E | D | GP | GC | SG |
| ------------- | --- | - | - | - | - | -- | -- | -- |
| Universitario | 4   | 4 | 1 | 2 | 1 | 9  | 7  | +2 |
| Nacional      | 4   | 4 | 1 | 2 | 1 | 7  | 7  | 0  |
| Peñarol       | 4   | 4 | 1 | 2 | 1 | 5  | 7  | -2 |

|               | NAC | PEN | UNI |
| ------------- | --- | --- | --- |
| Nacional      | –   | 1-1 | 3-3 |
| Peñarol       | 0-3 | –   | 1-1 |
| Universitario | 3-0 | 2-3 | –   |

##### Finais

###### Primeira partida
| 17 de maio - Quarta-feira |
| Universitário 0 x 0 Independiente |
| Estádio: Estádio Nacional (Lima - Peru) - Público: 45 000 |
| Árbrito: Armando Marques |
| Universitário: Ballesteros, Soría, Cuellar, Chumpitaz e Luna; Techera, Carbonell (Uribe) e Castañeda; Ramírez, Percy Rojas e Bailetti. Técnico: Roberto Scarone Independiente: Santoro, Commisso, Sá, Garisto e Pavoni; Pastoriza, Raimondo e Semenewicz; Balbuena, Mircoli e Saggioratto (Bulla). Técnico: Pedro Dellacha |

###### Segunda partida
| 29 de maio - Terça-feira |
| Independiente 2 x 1 Universitário |
| Estádio: La Doble Visera (Avellaneda - Argentina) - Público: 55 000 |
| Árbitro: José Favilli Neto |
| Independiente: Santoro, Commisso, Sá, Garisto e Pavoni; Pastoriza, Raimondo e Semenewicz; Balbuena, Maglioni e Saggioratto (Mircoli). Técnico: Pedro Dellacha Universitário: Ballesteros, Soría, Cuellar, Chumpitaz e Luna; Techera (Alva), Cruzado e Castañeda; Muñante, Percy Rojas e Ramírez (Bailetti). Técnico: Roberto Scarone |

| Time          | Pts | J | V | E | D | GP | GC | SG |
| ------------- | --- | - | - | - | - | -- | -- | -- |
| Independiente | 3   | 2 | 1 | 1 | 0 | 2  | 1  | +1 |
| Universitario | 1   | 2 | 0 | 1 | 1 | 1  | 2  | -1 |

#### Defensor Lima na Copa Libertadores 1974

##### Fase de grupos

###### Grupo 4
| Time                 | Pts | J | V | E | D | GP | GC | SG |
| -------------------- | --- | - | - | - | - | -- | -- | -- |
| Defensor Lima        | 9   | 6 | 4 | 1 | 1 | 7  | 2  | +5 |
| El Nacional          | 8   | 6 | 3 | 2 | 1 | 9  | 3  | +6 |
| Universidad Católica | 4   | 6 | 1 | 2 | 3 | 2  | 5  | -3 |
| Sporting Cristal     | 3   | 6 | 1 | 1 | 4 | 3  | 11 | -8 |

|                      | DLI | ELN | UCE | SCR |
| -------------------- | --- | --- | --- | --- |
| Defensor Lima        | –   | 2-1 | 2-0 | 1-0 |
| El Nacional          | 0-0 | –   | 3-0 | 2-0 |
| Universidad Católica | 1-0 | 0-0 | –   | 0-0 |
| Sporting Cristal     | 0-2 | 1-3 | 2-1 | –   |

##### Semifinais

###### Grupo 2
| Equipe        | Pts | J | V | E | D | GP | GC | SG |
| ------------- | --- | - | - | - | - | -- | -- | -- |
| São Paulo     | 7   | 4 | 3 | 1 | 0 | 9  | 0  | +9 |
| Millonarios   | 5   | 4 | 2 | 1 | 1 | 5  | 5  | 0  |
| Defensor Lima | 0   | 4 | 0 | 0 | 4 | 1  | 10 | -9 |

|               | DLI | MIL | SPA |
| ------------- | --- | --- | --- |
| Defensor Lima | –   | 1-4 | 0-1 |
| Millonarios   | 1-0 | –   | 0-0 |
| São Paulo     | 4-0 | 4-0 | –   |

#### Universitario de Deportes na Copa Libertadores 1975

##### Fase de grupos

###### Grupo 5
| Time                 | Pts | J | V | E | D | GP | GC | SG  |
| -------------------- | --- | - | - | - | - | -- | -- | --- |
| Universitario        | 10  | 6 | 4 | 2 | 0 | 12 | 6  | +6  |
| Peñarol              | 8   | 6 | 4 | 0 | 2 | 13 | 7  | +6  |
| Montevideo Wanderers | 3   | 6 | 1 | 1 | 4 | 8  | 10 | -2  |
| Unión Huaral         | 3   | 6 | 0 | 3 | 3 | 7  | 17 | -10 |

|                      | MWA | PEN | UHU | UNI |
| -------------------- | --- | --- | --- | --- |
| Montevideo Wanderers | –   | 1-2 | 4-0 | 0-2 |
| Peñarol              | 1-0 | –   | 5-2 | 0-1 |
| Unión Huaral         | 2-2 | 0-3 | –   | 1-1 |
| Universitario        | 3-1 | 3-2 | 2-2 | –   |

##### Semifinais

###### Grupo 1
| Equipe         | Pts | J | V | E | D | GP | GC | SG |
| -------------- | --- | - | - | - | - | -- | -- | -- |
| Unión Española | 5   | 4 | 2 | 1 | 1 | 7  | 6  | +1 |
| Universitario  | 4   | 4 | 1 | 2 | 1 | 4  | 4  | 0  |
| LDU Quito      | 3   | 4 | 1 | 1 | 2 | 5  | 6  | -1 |

|                | LDU | UES | UNI |
| -------------- | --- | --- | --- |
| LDU Quito      | –   | 4-2 | 0-0 |
| Unión Española | 2-0 | –   | 2-1 |
| Universitario  | 2-1 | 1-1 | –   |

#### Alianza Lima na Copa Libertadores 1976

##### Fase de grupos

###### Grupo 4
| Time           | P | J | V | E | D | GP | GC | SG |
| -------------- | - | - | - | - | - | -- | -- | -- |
| Alianza Lima   | 8 | 6 | 3 | 2 | 1 | 8  | 4  | 4  |
| Millonarios    | 6 | 6 | 2 | 2 | 2 | 8  | 5  | 3  |
| Alfonso Ugarte | 6 | 6 | 1 | 4 | 1 | 5  | 8  | -3 |
| Santa Fe       | 4 | 6 | 1 | 2 | 3 | 7  | 11 | -4 |

Partidas disputadas
| 4 de março de 1976 | Alianza Lima | 0 – 0 | Alfonso Ugarte |  |
|                    |              |       |                |  |

| 7 de março de 1976 | Millonarios | 1 – 0 | Alianza Lima |  |
|                    |             |       |              |  |

| 11 de março de 1976 | Santa Fe | 2 – 3 | Alianza Lima |  |
|                     |          |       |              |  |

| 25 de março de 1976 | Alfonso Ugarte | 0 – 0 | Alianza Lima |  |
|                     |                |       |              |  |

| 4 de abril de 1976 | Alianza Lima | 3 – 0 | Santa Fe |  |
|                    |              |       |          |  |

| 18 de abril de 1976 | Alianza Lima | 2 – 1 | Millonarios |  |
|                     |              |       |             |  |

##### Semifinais

###### Grupo 1
| Time         | P | J | V | E | D | GP | GC | SG |
| ------------ | - | - | - | - | - | -- | -- | -- |
| Cruzeiro     | 8 | 4 | 4 | 0 | 0 | 18 | 3  | 15 |
| LDU Quito    | 2 | 4 | 1 | 0 | 3 | 4  | 10 | -6 |
| Alianza Lima | 2 | 4 | 1 | 0 | 3 | 4  | 13 | -9 |

Partidas disputadas
| 5 de maio de 1976 | Liga de Quito | 2 – 1 | Alianza Lima |  |
|                   |               |       |              |  |

| 12 de maio de 1976 | Alianza Lima | 0 – 4 | Cruzeiro |  |
|                    |              |       |          |  |

| 20 de maio de 1976 | Cruzeiro | 7 – 1 | Alianza Lima |  |
|                    |          |       |              |  |

| 26 de maio de 1976 | Alianza Lima | 2 – 0 | Liga de Quito |  |
|                    |              |       |               |  |

#### Alianza Lima na Copa Libertadores 1978

##### Fase de grupos

###### Grupo 2
| Time              | Pts | J | V | E | D | GP | GC | SG |
| ----------------- | --- | - | - | - | - | -- | -- | -- |
| Alianza Lima      | 11  | 6 | 5 | 1 | 0 | 19 | 5  | 14 |
| Sporting Cristal  | 7   | 6 | 3 | 1 | 2 | 9  | 9  | 0  |
| The Strongest     | 4   | 6 | 2 | 0 | 4 | 7  | 12 | -5 |
| Oriente Petrolero | 2   | 6 | 1 | 0 | 5 | 5  | 14 | -9 |

Partidas disputadas
| 5 de julho de 1978 | Alianza Lima | 2 – 0 | Sporting Cristal |  |
|                    |              |       |                  |  |

| 12 de julho de 1978 | Oriente Petrolero | 0 – 4 | Alianza Lima |  |
|                     |                   |       |              |  |

| 17 de julho de 1978 | The Strongest | 1 – 2 | Alianza Lima |  |
|                     |               |       |              |  |

| 21 de julho de 1978 | Sporting Cristal | 1 – 4 | Alianza Lima |  |
|                     |                  |       |              |  |

| 28 de julho de 1978 | Alianza Lima | 5 – 1 | Oriente Petrolero |  |
|                     |              |       |                   |  |

| 4 de agosto de 1978 | Alianza Lima | 2 – 0 | The Strongest |  |
|                     |              |       |               |  |

##### Semifinais

###### Grupo 2
| Time           | Pts | J | V | E | D | GP | GC | SG |
| -------------- | --- | - | - | - | - | -- | -- | -- |
| Deportivo Cali | 7   | 4 | 3 | 1 | 0 | 12 | 4  | 8  |
| Cerro Porteño  | 3   | 4 | 1 | 1 | 2 | 4  | 9  | -5 |
| Alianza Lima   | 2   | 4 | 1 | 0 | 3 | 7  | 10 | -3 |

Partidas disputadas
| 14 de setembro de 1978 | Alianza Lima | 3 – 0 | Cerro Porteño |  |
|                        |              |       |               |  |

| 21 de setembro de 1978 | Deportivo Cali | 3 – 2 | Alianza Lima |  |
|                        |                |       |              |  |

| 5 de outubro de 1978 | Cerro Porteño | 3 – 1 | Alianza Lima |  |
|                      |               |       |              |  |

| 14 de outubro de 1978 | Alianza Lima | 1 – 4 | Deportivo Cali |  |
|                       |              |       |                |  |

#### Sporting Cristal na Copa Libertadores 1997

##### Fase de grupos

###### Grupo 4
| Equipe           | Pts | J | V | E | D | GP | GC | SG |
| ---------------- | --- | - | - | - | - | -- | -- | -- |
| Grêmio           | 12  | 6 | 4 | 0 | 2 | 10 | 3  | +7 |
| Cruzeiro         | 9   | 6 | 3 | 0 | 3 | 6  | 5  | +1 |
| Sporting Cristal | 8   | 6 | 2 | 2 | 2 | 4  | 5  | –1 |
| Alianza Lima     | 5   | 6 | 1 | 2 | 3 | 2  | 9  | –7 |

|                  | GRE | CRU | SCR | ALI |
| ---------------- | --- | --- | --- | --- |
| Grêmio           | –   | 0–1 | 2–0 | 2–0 |
| Cruzeiro         | 1–2 | –   | 2–1 | 2–0 |
| Sporting Cristal | 1–0 | 1–0 | –   | 0–0 |
| Alianza Lima     | 0–4 | 1–0 | 1–1 | –   |

##### Oitavas de final

###### Jogo de ida
| 23 de abril | Sporting Cristal | 0 – 0 | Vélez Sarsfield | Estádio Nacional do Peru, Lima |
|             |                  |       |                 | Árbitro: John Toro Rendón      |

###### Jogo de volta
| 8 de maio | Vélez Sarsfield | 0 – 1 | Sporting Cristal | Estádio José Amalfitani, Buenos Aires |
|           |                 |       |                  | Árbitro: Mario Sánchez Yantén         |

##### Quartas de final

###### Jogo de ida
| 8 de maio | Bolívar | 2 – 1 | Sporting Cristal | Estádio Jesús Bermúdez, Oruro         |
|           |         |       |                  | Público: 17 120 Árbitro: Hugo Cordero |

###### Jogo de volta
| 8 de maio | Sporting Cristal | 3 – 0 | Bolívar | Estádio Nacional do Peru, Lima            |
|           |                  |       |         | Público: 42 853 Árbitro: Fernando Panesso |

##### Semifinais

###### Jogo de ida
| 8 de maio | Racing Club | 3 – 2 | Sporting Cristal | Estádio Presidente Perón, Avellaneda |
|           |             |       |                  | Árbitro: Gustavo Gallesio            |

##### Jogo de volta
| 8 de maio | Sporting Cristal | 4 – 1 | Racing Club | Estádio Nacional do Peru, Lima |
|           |                  |       |             | Árbitro: John Toro Rendón      |

##### Final

###### Jogo de ida
| 6 de agosto   | Sporting Cristal | 0 – 0 | Cruzeiro | Estádio Nacional, Lima                    |
| 20:10 (UTC-5) |                  |       |          | Público: 44 137 Árbitro: EQU Bryan Moreno |

| Sporting Cristal: |    |                     |                               |     |
|                   |    |                     |                               |     |
| GO                | 1  | Julio C. Balerio    | Penalizado com cartão amarelo |     |
| DF                | 19 | Manuel Marengo      |                               |     |
| DF                | 3  | Miguel Rebosio      |                               | 53' |
| DF                | 2  | Marcelo Asteggiano  |                               |     |
| DF                | 21 | Martín Vásquez      |                               | 62' |
| MC                | 4  | Jorge Soto          |                               |     |
| MC                | 6  | Pedro Garay         | Penalizado com cartão amarelo |     |
| MC                | 8  | Alfredo Carmona     |                               | 62' |
| MC                | 7  | Nolberto Solano     |                               |     |
| AT                | 18 | Luis Alberto Bonnet |                               |     |
| AT                | 11 | Julinho             |                               |     |
| Reservas:         |    |                     |                               |     |
| DF                | 15 | Erick Torres        |                               | 53' |
| AT                | 24 | Andrés Mendoza      |                               | 62' |
| MC                | 10 | Alex Magallanes     |                               | 62' |
| Treinador:        |    |                     |                               |     |
| Sergio Markarían  |    |                     |                               |     |

| Cruzeiro:     |    |                   |                               |     |
|               |    |                   |                               |     |
| GO            | 1  | Dida              |                               |     |
| DF            | 2  | Vítor             | Penalizado com cartão amarelo |     |
| DF            | 16 | Gélson Baresi     | Penalizado com cartão amarelo |     |
| DF            | 22 | Wilson Gottardo   | Penalizado com cartão amarelo |     |
| DF            | 6  | Nonato            | Penalizado com cartão amarelo |     |
| MC            | 15 | Donizete Oliveira |                               |     |
| MC            | 5  | Fabinho           |                               |     |
| MC            | 8  | Ricardinho        |                               |     |
| MC            | 10 | Palhinha          |                               | 89' |
| AT            | 9  | Cleison           | 89'                           |     |
| AT            | 11 | Marcelo Ramos     |                               | 77' |
| Reservas:     |    |                   |                               |     |
| AT            | 19 | Da Silva          |                               | 77' |
| AT            |    | Tico              |                               | 89' |
| Treinador:    |    |                   |                               |     |
| Paulo Autuori |    |                   |                               |     |

###### Jogo de volta
| 13 de agosto  | Cruzeiro      | 1 – 0 | Sporting Cristal | Estádio Mineirão, Belo Horizonte              |
| 21:40 (UTC-3) | Elivelton 75' |       |                  | Público: 95 472 Árbitro: ARG Javier Castrilli |

| Cruzeiro:     |    |                   |     |     |
|               |    |                   |     |     |
| GO            | 1  | Dida              |     |     |
| DF            | 2  | Vítor             |     |     |
| DF            | 16 | Gélson Baresi     |     |     |
| DF            | 22 | Wilson Gottardo   |     |     |
| DF            | 6  | Nonato            | 70' |     |
| MC            | 15 | Donizete Oliveira |     |     |
| MC            | 5  | Fabinho           | 37' |     |
| MC            | 8  | Ricardinho        |     | 71' |
| MC            | 10 | Palhinha          |     |     |
| AT            | 20 | Elivélton         |     | 75' |
| AT            | 11 | Marcelo Ramos     |     |     |
| Reservas:     |    |                   |     |     |
| AT            | 19 | Da Silva          |     | 71' |
| Treinador:    |    |                   |     |     |
| Paulo Autuori |    |                   |     |     |

| Sporting Cristal: |    |                     |     |     |
|                   |    |                     |     |     |
| GO                | 1  | Julio C. Balerio    |     |     |
| DF                | 4  | Jorge Soto          |     |     |
| DF                | 19 | Manuel Marengo      |     |     |
| DF                | 2  | Marcelo Asteggiano  |     |     |
| DF                | 15 | Erick Torres        |     | 73' |
| MC                | 16 | Julio Rivera        | 66' |     |
| MC                | 6  | Pedro Garay         |     |     |
| MC                | 20 | Prince Amoako       |     | 56' |
| MC                | 7  | Nolberto Solano     | 30' |     |
| AT                | 18 | Luis Alberto Bonnet |     | 85' |
| AT                | 11 | Julinho             |     |     |
| Reservas:         |    |                     |     |     |
| MF                | 8  | Alfredo Carmona     |     | 56' |
| DF                | 5  | Roger Serrano       |     | 73' |
| AT                | 22 | Ismael Abrahamson   |     | 85' |
| Treinador:        |    |                     |     |     |
| Sergio Markarían  |    |                     |     |     |

#### Cienciano na Copa Sul-Americana 2003

##### Fases qualificatórias

###### Segunda fase qualificatória
| Equipe 1  | Total | Equipe 2     | 1° Jogo | 2° Jogo |
| --------- | ----- | ------------ | ------- | ------- |
| Cienciano | 2-0   | Alianza Lima | 1-0     | 1-0     |

###### Terceira fase qualificatória
| Equipe 1  | Total | Equipe 2             | 1° Jogo | 2° Jogo |
| --------- | ----- | -------------------- | ------- | ------- |
| Cienciano | 5-3   | Universidad Católica | 4-0     | 1-3     |

##### Quartas-de-final
| Equipe 1 | Total | Equipe 2  | 1° Jogo | 2° Jogo |
| -------- | ----- | --------- | ------- | ------- |
| Santos   | 2-3   | Cienciano | 1-1     | 1-2     |

##### Semifinais
Ida
| 13 de novembro | Atletico Nacional | 1 – 2 | Cienciano |  |
|                |                   |       |           |  |

| Edigson Velazquez |
| Robinson Muñoz    |
| Aquivaldo Moquera |
| Elkin Calle       |
| Carlos Diaz       |
| Diego Toro        |
| Juan Ramirez      |
| Camilo Giraldo    |
| Hector Hurtado    |
| Iván Velásquez    |
| Edixon Perea      |
| Manager:          |
| Juan José Pelaéz  |

| Óscar Ibañez        |
| Miguel Llanos       |
| Carlos Lugo         |
| Santiago Acasiete   |
| Giuliano Portilla   |
| Alessandro Moran    |
| Juan Carlos La Rosa |
| Juan Carlos Bazalar |
| Julio García        |
| Rodrigo Saraz       |
| Germán Carty        |
| Manager:            |
| Freddy Ternero      |

Volta
| 4 de dezembro | Cienciano | 1 – 0 | Atletico Nacional |  |
|               |           |       |                   |  |

##### Final
Ida
| 10 de dezembro | River Plate | 3 – 3 | Cienciano |  |
|                |             |       |           |  |

| GK                | 1  | Franco Costanzo    |
| DF                | 2  | Luis Lobo          |
| DF                | 3  | Cristian Tula      |
| DF                | 4  | Ricardo Rojas      |
| DF                | 5  | Killian Virviescas |
| MF                | 6  | Eduardo Coudet     |
| MF                | 8  | Oscar Ahumada      |
| MF                | 7  | Luis Gonzalez      |
| MF                | 10 | Marcelo Gallardo   |
| FW                | 9  | Maximiliano Lopez  |
| FW                | 6  | Daniel Montenegro  |
| Manager:          |    |                    |
| Manuel Pellegrini |    |                    |

| GK             | 1  | Óscar Ibañez        |
| DF             | 2  | Miguel Llanos       |
| DF             | 3  | Carlos Lugo         |
| DF             | 4  | Santiago Acasiete   |
| DF             | 5  | Giuliano Portilla   |
| MF             | 7  | Alessandro Moran    |
| MF             | 8  | Juan Carlos La Rosa |
| MF             | 6  | Juan Carlos Bazalar |
| FW             | 9  | Julio García        |
| FW             | 10 | Rodrigo Saraz       |
| FW             | 11 | Germán Carty        |
| Manager:       |    |                     |
| Freddy Ternero |    |                     |

Volta
| 19 de dezembro | Cienciano | 1 – 0 | River Plate |  |
|                |           |       |             |  |

| GK             | 1  | Oscar Ibañez        |
| DF             | 2  | Alesandro Moran     |
| DF             | 3  | Carlos Lugo         |
| DF             | 4  | Santiago Acasiete   |
| DF             | 5  | Giulano Portilla    |
| MF             | 7  | Paolo Maldonado     |
| MF             | 8  | Juan Carlos La Rosa |
| MF             | 6  | Juan Carlos Bazalar |
| FW             | 9  | Julio García        |
| FW             | 10 | Rodrigo Saraz       |
| FW             | 11 | German Carty        |
| Manager:       |    |                     |
| Freddy Ternero |    |                     |

| GK                | 1  | Franco Costanzo   |
| DF                | 2  | Horacio Ameli     |
| DF                | 3  | Eduardo Tuzzio    |
| DF                | 4  | Ricardo Rojas     |
| MF                | 5  | Javier Mascherano |
| MF                | 6  | Eduardo Coudet    |
| MF                | 8  | Oscar Ahumada     |
| MF                | 7  | Luis Gonzalez     |
| MF                | 10 | Marcelo Gallardo  |
| FW                | 9  | Maximiliano Lopez |
| FW                | 6  | Marcelo Salas     |
| Manager:          |    |                   |
| Manuel Pellegrini |    |                   |

#### Cienciano naRecopa Sul-Americana 2004

##### Final
| 7 de setembro de 2004 | Boca Juniors | 1 – 1     | Cienciano | Lockhart, Fort Lauderdale (Estados Unidos)                                        |
| 20:30 UTC-5           | Tévez 33'    | Relatório | Saráz 89' | Público: 7,000 Árbitro: Terry Vaughn Auxiliares: Craig Lowry e Kermit Quisenberry |

|                              |     | Penalidades                      |  |
| Schiavi Tévez Palermo Vargas | 2-4 | Ibarra Lobatón Portilla Acasiete |  |

| Boca Juniors | Ciencieno |

| BOCA JUNIORS:         |    |                  |  |     |
|                       |    |                  |  |     |
| G                     | 1  | Abbondanzieri    |  |     |
| LD                    | 4  | Calvo            |  |     |
| Z                     | 2  | Schiavi          |  |     |
| Z                     | 13 | Traverso         |  |     |
| LE                    | 3  | Morel            |  |     |
| V                     | 8  | Cagna (C)        |  |     |
| V                     | 5  | Cascini          |  |     |
| M                     | 11 | Ledesma          |  | 80' |
| M                     | 14 | Guglielminpietro |  | 67' |
| A                     | 9  | Palermo          |  |     |
| A                     | 10 | Tévez            |  |     |
| Substituição:         |    |                  |  |     |
| V                     | 20 | Vargas           |  | 67' |
| Z                     | 6  | Matellán         |  | 80' |
| Treinador:            |    |                  |  |     |
| Miguel Ángel Brindisi |    |                  |  |     |

| CIENCIANO:     |    |            |     |      |
|                |    |            |     |      |
| G              | 1  | Ibañez (C) | 33' |      |
| LD             | 15 | Morán      | 14' | 60b' |
| Z              | 2  | Acasiete   |     |      |
| Z              | 4  | Arboleda   | 4'  |      |
| LE             | 13 | Portilla   |     |      |
| V              | 8  | Bazalar    |     |      |
| V              | 14 | La Rosa    |     |      |
| M              | 25 | De la Haza |     |      |
| M              | 10 | Gamarra    | 89' |      |
| A              | 7  | Mostto     | 33' | 60a' |
| A              | 9  | Carty      |     | 73'  |
| Substituição:  |    |            |     |      |
| A              | 19 | Saráz      |     | 60a' |
| M              | 20 | Lobatón    |     | 60b' |
| A              | 11 | Ibarra     |     | 73'  |
| Treinador:     |    |            |     |      |
| Freddy Ternero |    |            |     |      |

#### Universitario de Deportes na Copa Libertadores Sub-20 de 2011

##### Fase de grupos

###### Grupo A
| Time              | Pts | J | V | E | D | GP | GC | SG |
| ----------------- | --- | - | - | - | - | -- | -- | -- |
| Nacional          | 7   | 3 | 2 | 1 | 0 | 4  | 1  | +3 |
| Universitario     | 4   | 3 | 1 | 1 | 2 | 2  | 4  | -2 |
| Libertad          | 3   | 3 | 1 | 0 | 2 | 4  | 3  | +1 |
| Jorge Wilstermann | 3   | 3 | 1 | 0 | 2 | 2  | 4  | -2 |

| 10 de junho | Universitario | 1 – 0 | Jorge Wilstermann | Estádio Monumental "U", Lima |
| 20:10       | Polo 57'      |       |                   | Árbitro: CHL Patricio Polic  |

| 13 de junho | Universitario | 1 – 4 | Libertad                             | Estádio Monumental "U", Lima  |
| 20:10       | Polo 28'      |       | Caballero 15', 62' · Ruiz 78', 90+2' | Árbitro: ECU Alfredo Intriago |

| 16 de junho | Universitario | 0 – 0 | Nacional | Estádio Monumental "U", Lima |
| 20:10       |               |       |          | Árbitro: BRA Leandro Vuaden  |

##### Quartas-de-final
| 21 de junho | Universitario                         | 3 – 0 | Independiente del Valle | Estádio Monumental "U", Lima |
| 20:00       | La Torre 83' · Polo 85' · Mimbela 88' |       |                         | Árbitro: ARG Patrick Loustau |

##### Semifinais
| 23 de junho | Alianza Lima | 0 – 0 | Universitario | Estádio Monumental "U", Lima  |
| 20:00       |              |       |               | Árbitro: EQU Alfredo Intriago |

|                                               |       | Penalidades                               |  |
| Hurtado Soto Trujillo Ascues Hinostroza Bazán | 4 – 5 | Franco Ampuero Polo López La Torre Romero |  |

##### Final
| 26 de junho | Boca Juniors | 1 – 1 | Universitario | Estádio Monumental "U", Lima |
| 16:00       | Rossi 48'    |       | Ampuero 24'   | Árbitro: BRA Leandro Vuaden  |

|                                |       | Penalidades                 |  |
| Unrein Imbert Achucarro Flores | 2 – 4 | Franco Ampuero Romero López |  |

| Copa Libertadores da América Sub-20 de 2011 |
| Peru                                        |
| ------------------------------------------- |
| UNIVERSITARIO Campeão (1º título)           |

#### Alianza Lima na Copa Libertadores Sub-20 de 2011

##### Fase de grupos

###### Grupo B
| Time                 | Pts | J | V | E | D | GP | GC | SG |
| -------------------- | --- | - | - | - | - | -- | -- | -- |
| Boca Juniors         | 7   | 3 | 2 | 1 | 0 | 7  | 2  | +5 |
| Alianza Lima         | 6   | 3 | 2 | 0 | 1 | 7  | 5  | +2 |
| Universidad Católica | 3   | 3 | 1 | 0 | 2 | 4  | 8  | -4 |
| Caracas              | 1   | 3 | 0 | 1 | 2 | 2  | 5  | -3 |

| 11 de junho | Alianza Lima                  | 2 – 1 | Caracas      | Estádio Alejandro Villanueva, Lima |
| 18:10       | Hurtado 54' (pen) · Bazán 90' |       | Martínez 69' | Árbitro: BRA Leandro Vuaden        |

| 14 de junho | Alianza Lima                             | 4 – 0 | Universidad Católica | Estádio Alejandro Villanueva, Lima |
| 20:10       | Hurtado 24' · Soto 45', 62' · Ascues 56' |       |                      | Árbitro: ARG Patricio Loustau      |

| 17 de junho | Alianza Lima | 1 – 4 | Boca Juniors                                         | Estádio Alejandro Villanueva, Lima |
| 20:10       | Trujillo 77' |       | Orfano 36' · Fragapane 67' · Flores 84' · Imbert 87' | Árbitro: ECU Alfredo Intriago      |

##### Quartas-de-final
| 21 de junho | Alianza Lima                                                    | 5 – 1 | Flamengo    | Estádio Alejandro Villanueva, Lima |
| 15:00       | Soto 33', 70' · Portugal 60' · China 81' (g.c.) · Olascuaga 89' |       | Rafinha 20' | Árbitro: CHI Patrício Polic        |

##### Semifinais
| 23 de junho | Alianza Lima | 0 – 0 | Universitario | Estádio Monumental "U", Lima  |
| 20:00       |              |       |               | Árbitro: EQU Alfredo Intriago |

|                                               |       | Penalidades                               |  |
| Hurtado Soto Trujillo Ascues Hinostroza Bazán | 4 – 5 | Franco Ampuero Polo López La Torre Romero |  |

##### Disputa do 3º colocado
| 25 de junho | América     | 1 – 0 | Alianza Lima | Estádio Alejandro Villanueva, Lima |
| 16:00       | Jiménez 82' |       |              | Árbitro: ARG Patrick Loustau       |

#### Melgar na Copa Sul-Americana 2022

##### Primeira fase

###### Chave PER2
| 8 de março    | Cienciano   | 1 – 1     | Melgar           | Estádio Inca Garcilaso de la Vega, Cusco |
| 19:30 (UTC−5) | Estrada 48' | Relatório | Cuesta 24' (pen) | Árbitro: CHI Nicolás Gamboa              |

| 15 de março   | Melgar     | 1 – 0     | Cienciano | Estádio Monumental da UNSA, Arequipa |
| 19:30 (UTC−5) | Cuesta 19' | Relatório |           | Árbitro: COL Andrés Rojas            |

##### Fase de grupos

###### Grupo B
| Pos. | Equipe      | Pts | J | V | E | D | GP | GC | SG |
| ---- | ----------- | --- | - | - | - | - | -- | -- | -- |
| 1    | Melgar      | 12  | 6 | 4 | 0 | 2 | 10 | 6  | +4 |
| 2    | Racing      | 12  | 6 | 4 | 0 | 2 | 7  | 5  | +2 |
| 3    | Cuiabá      | 6   | 6 | 2 | 0 | 4 | 7  | 10 | –3 |
| 4    | River Plate | 6   | 6 | 2 | 0 | 4 | 5  | 8  | –3 |

|             | RAC | MEL | RPU | CUI |
| ----------- | --- | --- | --- | --- |
| Racing      |     | 1–0 | 0–1 | 2–0 |
| Melgar      | 3–1 |     | 2–0 | 3–1 |
| River Plate | 0–1 | 1–2 |     | 1–2 |
| Cuiabá      | 1–2 | 2–0 | 1–2 |     |

| 7 de abril    | Cuiabá           | 2 – 0     | Melgar | Arena Pantanal, Cuiabá  |
| 18:15 (UTC−4) | Elton 78', 90+5' | Relatório |        | Árbitro: BOL Ivo Méndez |

| 13 de abril   | Melgar         | 2 – 0     | River Plate | Estádio Monumental da UNSA, Arequipa |
| 17:15 (UTC−5) | Cuesta 3', 78' | Relatório |             | Árbitro: COL Franklin Congo          |

| 27 de abril   | Melgar                        | 3 – 1     | Racing     | Estádio Monumental da UNSA, Arequipa |
| 17:15 (UTC−5) | Iberico 21', 52' · Cuesta 73' | Relatório | Correa 87' | Árbitro: BOL Dilio Rodríguez         |

| 3 de maio     | River Plate  | 1 – 2     | Melgar                        | Estádio Centenario, Montevidéu |
| 19:15 (UTC−3) | Lavega 90+3' | Relatório | Cuesta 22' · Archimbaud 90+5' | Árbitro: PAR Carlos Benítez    |

| 18 de maio    | Racing        | 1 – 0     | Melgar | Estádio El Cilindro, Avellaneda |
| 21:30 (UTC−3) | Chancalay 44' | Relatório |        | Árbitro: PAR Derlis López       |

| 26 de maio    | Melgar                               | 3 – 1     | Cuiabá      | Estádio Monumental da UNSA, Arequipa |
| 17:15 (UTC−5) | Archimbaud 38' · Bordacahar 85', 89' | Relatório | Gustavo 61' | Árbitro: COL Jhon Hinestroza         |

##### Oitavas de final
| 29 de junho   | Deportivo Cali | 0 – 0     | Melgar | Estádio Deportivo Cali, Palmira  |
| 19:30 (UTC−5) |                | Relatório |        | Árbitro: PAR Mario Díaz de Vivar |

| 6 de julho    | Melgar                | 2 – 1     | Deportivo Cali | Estádio Monumental da UNSA, Arequipa |
| 19:30 (UTC−5) | Cuesta 58' (pen), 73' | Relatório | Mosquera 90+7' | Árbitro: ARG Facundo Tello           |

##### Quartas de final
| 4 de agosto   | Melgar | 0 – 0     | Internacional | Estádio Monumental da UNSA, Arequipa |
| 17:15 (UTC−5) |        | Relatório |               | Árbitro: URU Andrés Matonte          |

| 11 de agosto  | Internacional | 0 – 0     | Melgar | Estádio Beira-Rio, Porto Alegre |
| 19:15 (UTC−3) |               | Relatório |        | Árbitro: CHI Roberto Tobar      |

|                                         |       | Penalidades                    |  |
| Edenílson Taison De Pena Pedro Henrique | 1 − 3 | Cabrera Galeano Cuesta Iberico |  |

##### Semifinais
| 31 de agosto  | Independiente del Valle                | 3 – 0     | Melgar | Estádio Casa Blanca, Quito |
| 19:30 (UTC−5) | Schunke 29' · Faravelli 67' · Díaz 69' | Relatório |        | Árbitro: BRA Raphael Claus |

| 7 de setembro | Melgar | 0 – 3     | Independiente del Valle     | Estádio Monumental da UNSA, Arequipa |
| 19:30 (UTC−5) |        | Relatório | Díaz 28', 53' · Segovia 87' | Árbitro: ARG Fernando Rapallini      |

## Clássicos do futebol peruano

### Superclássico do futebol peruano
O superclássico de futebol peruano, também chamado de clássico do futebol peruano ou clássico dos clássicos, é a partida disputada pelos clubes Alianza Lima e Universitario de Deportes. Ambos os times são os mais populares e bem sucedidos do país, por isso é considerado o clássico mais importante do futebol peruano. Desde o primeiro superclásico, disputado em 23 de setembro de 1928, até hoje, essas duas equipes são rivais. Algumas dessas partidas terminaram com muitas expulsões e confrontos, como o primeiro superclásico. Por esse e outros motivos, esses dois times são protagonistas insubstituíveis da rivalidade mais acirrada do futebol peruano. O antagonismo entre os dois lados surgiu praticamente a partir da década de 1930. Alianza Lima foi fundado em 15 de fevereiro de 1901 na rua Cotabambas, no bairro Chacaritas, que se localizava em Lima, por jovens que desejavam praticar esportes. Por sua vez, o Club Universitario de Deportes foi fundado em 7 de agosto de 1924 com o nome de "Federación Universitaria de Futbol" por um grupo de jovens estudantes da Universidad Nacional Mayor de San Marcos para incentivar a prática do futebol em estudantes universitários.
Das duas equipes, o Alianza Lima foi rebaixado duas vezes para a Segunda Divisão do Peru. A primeira ocorreu em 1938, ascendendo no ano seguinte e permanecendo na primeira divisão até 2020, ano em que voltou a descer ao final do torneio.

### Rivalidade entre Sporting Cristal e Universitario de Deportes
A rivalidade entre Universitario de Deportes e Cristal é considerada um dos mais importantes clássicos do futebol no Peru.

## Peru na Copa do Mundo

### Desempenho
| Desempenho na Copa do Mundo | Desempenho na Copa do Mundo | Desempenho na Copa do Mundo | Desempenho na Copa do Mundo | Desempenho na Copa do Mundo | Desempenho na Copa do Mundo | Desempenho na Copa do Mundo |
| Ano                         | Fase                        | Posição                     | J                           | V                           | E[i]                        | D                           |
| --------------------------- | --------------------------- | --------------------------- | --------------------------- | --------------------------- | --------------------------- | --------------------------- |
| 1930                        |                             |                             |                             |                             |                             |                             |
| 1954                        | Não classificou             | Não classificou             | Não classificou             | Não classificou             | Não classificou             | Não classificou             |
| 1958                        | Não classificou             | Não classificou             | Não classificou             | Não classificou             | Não classificou             | Não classificou             |
| 1962                        | Não classificou             | Não classificou             | Não classificou             | Não classificou             | Não classificou             | Não classificou             |
| 1966                        | Não classificou             | Não classificou             | Não classificou             | Não classificou             | Não classificou             | Não classificou             |
| 1970                        |                             |                             |                             |                             |                             |                             |
| 1974                        | Não classificou             | Não classificou             | Não classificou             | Não classificou             | Não classificou             | Não classificou             |
| 1978                        |                             |                             |                             |                             |                             |                             |
| 1982                        |                             |                             |                             |                             |                             |                             |
| 1986                        | Não classificou             | Não classificou             | Não classificou             | Não classificou             | Não classificou             | Não classificou             |
| 1990                        | Não classificou             | Não classificou             | Não classificou             | Não classificou             | Não classificou             | Não classificou             |
| 1994                        | Não classificou             | Não classificou             | Não classificou             | Não classificou             | Não classificou             | Não classificou             |
| 1998                        | Não classificou             | Não classificou             | Não classificou             | Não classificou             | Não classificou             | Não classificou             |
| 2002                        | Não classificou             | Não classificou             | Não classificou             | Não classificou             | Não classificou             | Não classificou             |
| 2006                        | Não classificou             | Não classificou             | Não classificou             | Não classificou             | Não classificou             | Não classificou             |
| 2010                        | Não classificou             | Não classificou             | Não classificou             | Não classificou             | Não classificou             | Não classificou             |
| 2014                        | Não classificou             | Não classificou             | Não classificou             | Não classificou             | Não classificou             | Não classificou             |
| 2018                        |                             |                             |                             |                             |                             |                             |
| 2022                        |                             |                             |                             |                             |                             |                             |
| Total                       | 5/22                        | -                           |                             |                             |                             |                             |

## Peru na Copa América

### Copa América 1939
Classificação
| Equipo   | Pts | PJ | PG | PE | PP | GF | GC | Dif |
| -------- | --- | -- | -- | -- | -- | -- | -- | --- |
| Peru     | 8   | 4  | 4  | 0  | 0  | 13 | 4  | 9   |
| Uruguai  | 6   | 4  | 3  | 0  | 1  | 13 | 5  | 8   |
| Paraguai | 4   | 4  | 2  | 0  | 2  | 9  | 8  | 1   |
| Chile    | 2   | 4  | 1  | 0  | 3  | 8  | 12 | -4  |
| Equador  | 0   | 4  | 0  | 0  | 4  | 4  | 18 | -14 |

| Campeonato Sul-Americano de Futebol de 1939 |
| ------------------------------------------- |
| Peru Campeão (1º título)                    |

### Copa América 1975

#### Grupo B
| Equipe  | P | J | V | E | D | GP | GC | SG |
| Peru    | 7 | 4 | 3 | 1 | 0 | 8  | 3  | 5  |
| Chile   | 3 | 4 | 1 | 1 | 2 | 7  | 6  | 1  |
| Bolívia | 2 | 4 | 1 | 0 | 3 | 3  | 9  | -6 |

| 17 de julho | Chile | 1 – 1 | Peru         | Santiago, Chile |
|             |       |       | {{{golos2}}} |                 |

| 27 de julho | Bolívia | 0 – 1 | Peru         | Oruro, Bolívia |
|             |         |       | {{{golos2}}} |                |

| 7 de agosto | Peru | 3 – 1 | Bolívia      | Lima, Peru |
|             |      |       | {{{golos2}}} |            |

| 20 de agosto | Peru | 3 – 1 | Chile        | Lima, Peru |
|              |      |       | {{{golos2}}} |            |

#### Final

##### Primeiro Jogo
| 16 de Outubro de 1975 | Colômbia   | 1–0 | Peru |                 |  |
|                       | Castro 38' |     |      | Público: 50 000 |  |

| GK             |  | Pedro Zape        |  |                 |
| DF             |  | Arturo Segovia    |  |                 |
| DF             |  | José Zárate       |  |                 |
| DF             |  | Miguel A. Escobar |  |                 |
| DF             |  | Óscar Bolaño      |  |                 |
| MF             |  | Diego Umaña       |  |                 |
| MF             |  | Oswaldo Calero    |  |                 |
| MF             |  | Eduardo Retat     |  |                 |
| MF             |  | Carlos Rendón     |  | Substituído     |
| FW             |  | Hugo Lóndero      |  |                 |
| FW             |  | Ponciano Castro   |  |                 |
| Substitutions: |  |                   |  |                 |
| FW             |  | José E. Díaz      |  | Entrou em campo |
| Manager:       |  |                   |  |                 |
| Efraín Sánchez |  |                   |  |                 |

| GK              |  | Ottorino Sartor     |
| DF              |  | Eleazar Soria       |
| DF              |  | Julio Meléndez      |
| DF              |  | Héctor Chumpitaz    |
| DF              |  | Rubén Díaz          |
| MF              |  | Alfredo Quesada     |
| MF              |  | Santiago Ojeda      |
| MF              |  | Percy Rojas         |
| FW              |  | Gerónimo Barbadillo |
| FW              |  | Oswaldo Ramírez     |
| FW              |  | Juan Carlos Oblitas |
| Substitutions:  |  |                     |
| None            |  |                     |
| Manager:        |  |                     |
| Marcos Calderón |  |                     |

##### Segundo Jogo
| 22 de Outubro de 1975 | Peru                      | 2–0 | Colômbia |                 |  |
|                       | Oblitas 18' · Ramírez 44' |     |          | Público: 50 000 |  |

| GK             |  | Ottorino Sartor     |  |                 |
| DF             |  | Eleazar Soria       |  |                 |
| DF             |  | Julio Meléndez      |  |                 |
| DF             |  | Héctor Chumpitaz    |  |                 |
| DF             |  | Rubén T. Díaz       |  |                 |
| MF             |  | Alfredo Quesada     |  |                 |
| MF             |  | Santiago Ojeda      |  |                 |
| MF             |  | Percy Rojas         |  |                 |
| FW             |  | Gerónimo Barbadillo |  | Substituído     |
| FW             |  | Oswaldo Ramírez     |  |                 |
| FW             |  | Juan C. Oblitas     |  |                 |
| Substitutions: |  |                     |  |                 |
| MF             |  | Pedro Ruiz          |  | Entrou em campo |
| Manager:       |  |                     |  |                 |
| Calderón       |  |                     |  |                 |

| GK             |  | Pedro Zape        |
| DF             |  | Arturo Segovia    |
| DF             |  | José Zárate       |
| DF             |  | Miguel A. Escobar |
| DF             |  | Óscar Bolaño      |
| MF             |  | Diego Umaña       |
| MF             |  | Oswaldo Calero    |
| MF             |  | Eduardo Retat     |
| MF             |  | Jairo Arboleda    |
| FW             |  | Hugo Lóndero      |
| FW             |  | Ponciano Castro   |
| Substitutions: |  |                   |
| None           |  |                   |
| Manager:       |  |                   |
| Efraín Sánchez |  |                   |

##### Desempate
| 28 de Outubro de 1975 | Peru      | 1–0 | Colômbia |                 |  |
|                       | Sotil 25' |     |          | Público: 30 000 |  |

| Peru | Colombia |

| GK              |  | Ottorino Sartor  |  |                 |
| DF              |  | Eleazar Soria    |  |                 |
| DF              |  | Julio Meléndez   |  |                 |
| DF              |  | Héctor Chumpitaz |  |                 |
| DF              |  | Rubén T. Díaz    |  |                 |
| MF              |  | Alfredo Quesada  |  |                 |
| MF              |  | Santiago Ojeda   |  |                 |
| MF              |  | Percy Rojas      |  | Substituído     |
| FW              |  | Teófilo Cubillas |  |                 |
| FW              |  | Hugo Sotil       |  |                 |
| FW              |  | Juan C. Oblitas  |  |                 |
| Substitutions:  |  |                  |  |                 |
| FW              |  | Oswaldo Ramírez  |  | Entrou em campo |
| Manager:        |  |                  |  |                 |
| Marcos Calderón |  |                  |  |                 |

| GK             |  | Pedro Zape        |  |                 |
| DF             |  | Arturo Segovia    |  |                 |
| DF             |  | José Zárate       |  |                 |
| DF             |  | Miguel A. Escobar |  |                 |
| DF             |  | Óscar Bolaño      |  |                 |
| MF             |  | Willington Ortiz  |  |                 |
| MF             |  | Diego Umaña       |  | Substituído     |
| MF             |  | Oswaldo Calero    |  |                 |
| MF             |  | Víctor Campaz     |  |                 |
| FW             |  | Jairo Arboleda    |  |                 |
| FW             |  | José E. Díaz      |  | Substituído     |
| Substitutions: |  |                   |  |                 |
| MF             |  | Eduardo Retat     |  | Entrou em campo |
| FW             |  | Ponciano Castro   |  | Entrou em campo |
| Manager:       |  |                   |  |                 |
| Efraín Sánchez |  |                   |  |                 |

| Copa América de 1975      |
| Peru                      |
| ------------------------- |
| PERU Campeão (2.º título) |